# 犹太-帕皮阿门托语
犹太-帕皮阿门托语，是一种濒危猶太語言，也是库拉索的塞法迪犹太人所使用的帕皮阿门托语的一种方言。它很可能是目前唯一现存的以克里奧爾語为基础的犹太语言。

## 特征
犹太-帕皮阿门托语通常与普通帕皮阿门托语相通。帕皮阿门托语通常被认为是一种最初以葡萄牙语为基础的克里奥尔语，具有一些西班牙语特征，但一些语言学家持相反观点，认为帕皮阿门托语是一种以西班牙语为基础受葡萄牙语影响的克里奥尔语。
犹太-帕皮阿门托语不同于库拉索非犹太人所说的“一般帕皮阿门托语”。犹太-帕皮阿门托语通常有更多希伯来语借词，部分常用词发音也与一般帕皮阿门托语不同。当帕皮阿门托语各语种的使用者在较正式的场合交谈时，他们经常使用其词源语言（如葡萄牙语）中的某些非帕皮阿门托词，几乎不加改动。不过，他们对书面语言的选择有所不同。讲帕皮阿门托语的犹太人倾向于使用葡萄牙语和法语，而非犹太人的库拉索人在同样的场合通常使用西班牙语。

## 延伸阅读
- Jacobs, Bart. . Journal of Jewish Languages. 2016, 4: 141–165  [2024-07-13]. （原始内容存档于2023-06-22）.
- Jacobs, Neil G. Sutcliffe , 编. . Dripping Springs, Texas: Agarita Press. 2020: 103‒128.
- Shabashewitz, Dor. . Forverts. 2023  [2023-06-22]. （原始内容存档于2023-08-25） （意第绪语）.